# Rennberg (Haard)

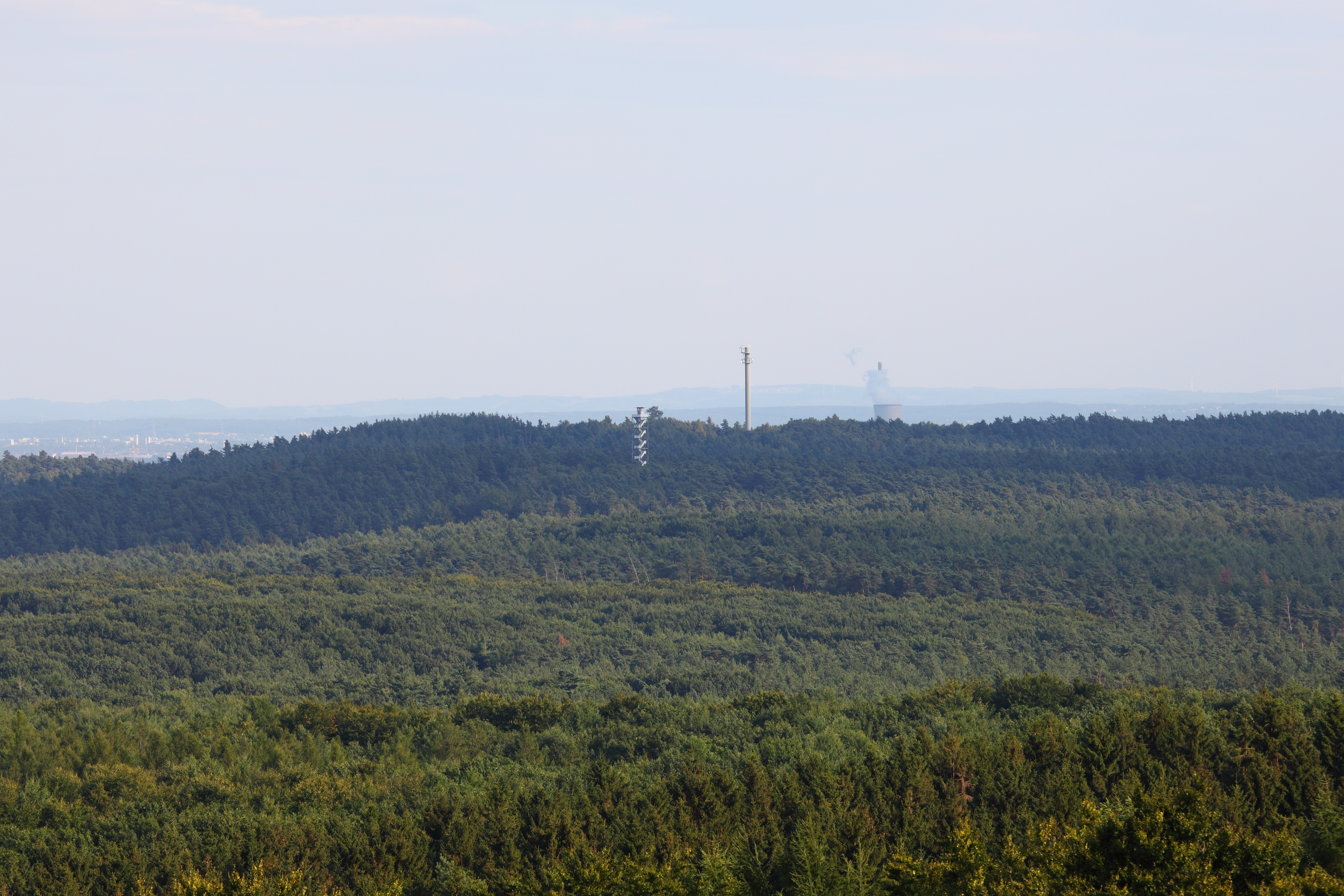
Blick vom Feuerwachturm Rennberg nach Südosten vorbei am Feuerwachturm Farnberg zum Stimberg mit Sendeturm; rechts daneben das Oberteil vom Kühlturm des Kraftwerks Datteln; links am Bildrand ist Datteln zu sehen

Blick nach Flaesheim vom Feuerwachturm Rennberg

Der Rennberg nahe Flaesheim im nordrhein-westfälischen Kreis Recklinghausen ist mit etwa 139,4 m ü. NHN nach dem Stimberg (156,9 m) die zweithöchste Erhebung der Haard, einer Hügellandschaft am Nordrand des Ruhrgebiets.

## Geographie

### Lage
Der Rennberg liegt im Nordteil der bewaldeten Haard und im Osten des Naturparks Hohe Mark-Westmünsterland. Seine Gipfelregion erhebt sich rund 5 km (jeweils Luftlinie) südsüdöstlich vom Ortskern der Stadt Haltern am See, zu dessen Stadtgebiet – an der Lippe und am Wesel-Datteln-Kanal gelegen – er gehört, und etwa 2 km südsüdwestlich vom Halterner Ortsteil Flaesheim. Rund 400 m südlich der Gipfelregion liegt die Grenze von Haltern zur Stadt Oer-Erkenschwick, in deren Gebiet die südlichen Ausläufer der Erhebung reichen.

### Berghöhe
Die auf topographischen Karten in der Gipfelregion des Rennbergs rund um den Feuerwachturm oberste erkennbare Höhenlinie verwies früher auf 138 m Höhe. Die Höhe der Erhebung wurde aber oft nur mit rund 136 m angegeben, was sich auf eine etwas nordnordwestlich vom Gipfel gelegene Waldwegstelle auf 136,1 m Höhe bezieht; teils wurden aber auch 139 m Höhe genannt. Das Digitale Geländemodell weist inzwischen (2022) 139,4 m aus.
Etwa 150 m nordnordwestlich des Turms liegt eine Stelle auf 137,9 m und knapp 300 m nordwestlich vom Turm eine solche auf 137,5 m Höhe – jeweils als bewaldete Anhöhen. Etwa 370 m südlich des auf der Gipfelregion stehenden Turms und damit noch etwas nördlich der Halterner Grenze liegt, jenseits einer etwa 132 m hohen Scharte, eine 136,8 m hohe Stelle. Von dort leitet die Waldlandschaft nach Süden in das Gebiet von Oer-Erkenschwick über.

## Naturräumliche Zuordnung und Landschaftsschutz
Der Rennberg gehört in der naturräumlichen Haupteinheitengruppe Westfälische Bucht (Nr. 54) und in der Haupteinheit Westmünsterland (544) zur Untereinheit Haard (544.7).
Die Erhebung liegt im Landschaftsschutzgebiet Gebiet südlich von Flaesheim (CDDA-Nr. 320987; 1990 ausgewiesen; 5,29 km² groß), wobei sich westlich das NSG Gebiet des nördlichen Forstes Haltern östlich und westlich der B 51 (CDDA-Nr. 320972; 1990; 8,21 km²) anschließt.

## Feuerwachturm Rennberg
Auf der Gipfelregion des Rennbergs stand bereits früher ein hölzerner Feuerwachturm und Aussichtsturm. Das marode gewordene Bauwerk, das 35 m hoch war, wurde 2009 abgerissen und durch den ebenfalls 35 m hohen Feuerwachturm Rennberg aus feuerverzinkter Stahlbauweise ersetzt. Er wurde am 31. März 2010 eingeweiht. Von seiner über 143 Stufen erreichbaren und auf 32 m Turmhöhe gelegenen Aussichtsplattform auf etwa 168 m ü. NHN fällt der Blick über die Haard unter anderem nach Flaesheim, zur am Wesel-Datteln-Kanal befindlichen Schleuse Flaesheim und bei guten Sichtbedingungen zum Ruhrgebiet und in das Münsterland. Der Netzbetreiber Telefonica verbreitet vom Feuerwachturm die Funkstandards GSM, UMTS und LTE.

## Verkehr und Wandern
Etwa 2 km nördlich vorbei am Rennberg führt in Richtung Ostsüdosten von Bossendorf durch Flaesheim nach Ahsen die Landesstraße 609, die bei Flaesheim die L 612 kreuzt. Beide Straßen kreuzt die etwa 2 km westlich des Rennbergs verlaufende L 551, die von Bossendorf südwärts nach Sinsen (Marl) führt. Zum Beispiel an diesen Straßen beginnend kann man die Erhebung auf Waldwegen und -pfaden erwandern. In Gipfelnähe über den Rennberg führt der Herzogsweg.